# Paul Delouvrier
Paul Delouvrier, né le 25 juin 1914 à Remiremont (Vosges) et mort le 16 janvier 1995 à Provins (Seine-et-Marne), est un haut fonctionnaire français. Il est l'un des principaux artisans de la planification qui a remodelé la France pendant les « Trente Glorieuses ». 

## Biographie

### Jeunesse et études
Paul Delouvrier naît en 1914 à Remiremont, dans les Vosges. Son père est cadre au Crédit lyonnais.
Il est admis à l'École libre des sciences politiques, où il étudie la science politique. Il se montre critique des enseignements d'économie de l'établissement, alors imprégnés de l'esprit libéral de Jacques Rueff. Il obtient une licence de droit à l'université de Paris. Il se spécialise en droit et devient docteur en droit.
S'il souhaite préparer les concours administratifs, la Seconde Guerre mondiale l'en empêche et il est mobilisé en mai 1940 pour participer aux combats ; il se bat alors comme lieutenant d’infanterie motorisée. Une fois démobilisé, il prépare en 1941 le concours d'entrée à l'Inspection générale des finances, au sein de l'écurie de l’École libre gérée par Jacques de Fouchier, qui compte comme enseignant François Bloch-Lainé. Il est major du concours.
Entre 1941 et 1942, il étudie à l'école des cadres d'Uriage, qui le marquera en tant que catholique social ; il ne signe pas le serment de fidélité à Philippe Pétain. En 1942, après la dissolution de l'école, il s'engage dans la Résistance, et devient en 1944 responsable d'un maquis armé dans la région de Nemours,.

### Parcours professionnel
Après la libération de la France, il occupe sous la IVe République différentes responsabilités dans les cabinets ministériels, et dans les premières institutions de l'Europe. Il se marie en 1946 avec Louise van Lith,. Ainsi, en 1946-1947, il est membre de l'équipe initiale de Jean Monnet lors de la mise en place du Commissariat général du Plan dont il est le chef de la division financière.
Après avoir été, dès avril 1948, directeur général adjoint des impôts, où il contribue avec Maurice Lauré à la création de la taxe sur la valeur ajoutée (TVA), il rejoint Jean Monnet à Luxembourg, où il dirige la division Finances de la Haute Autorité de 1955 à 1958. Il contribue aussi en tant qu'expert à l'élaboration des traités de Rome de 1957. Ayant rédigé les statuts de la Banque européenne d'investissement, il devient le vice-président de cette institution. 
En 1958, le général de Gaulle le nomme délégué général du gouvernement en Algérie du 19 décembre 1958 au 23 novembre 1960 chargé de la « pacification » et de la mise en application du plan dit « de Constantine ». 
En août 1961, toujours par le général de Gaulle, il est nommé délégué général au district de la région de Paris de 1961. Il est considéré comme le père des « villes nouvelles » et de l'Institut d'aménagement et d’urbanisme de la Région parisienne (IAURP). Il pilote la Réorganisation de la région parisienne en 1964
Il définit, avec l'équipe qu'il dirige, en 1965, le Schéma directeur d'aménagement et d'urbanisme de la région de Paris (SDAURP),,,, qui suit la création de l'Institut d'aménagement et d'urbanisme de la région d'Île-de-France. Il reste sur cette fonction de délégué général pendant toutes les années 1960, jusqu'en 1969. Il facilite l'obtention par l'Institut d'études politiques de Paris de ses locaux du 9, rue de la Chaise.
Il est ensuite nommé président d'Électricité de France, jusqu'en 1979. Une de ses missions y est d'accélérer le programme d'équipement en centrales nucléaires. Bien qu'ayant atteint l'âge de la retraite, il termine sa carrière en 1984, à l'âge de 70 ans, en tant que président de l'Établissement public de la Villette, où il contribue à créer la Cité des sciences et de l'industrie et la Géode.
Il meurt en 1995,.

### Parcours professoral
Paul Delouvrier est un des grands enseignants du Sciences Po de l'après-guerre. Il commence à enseigner en 1949, à l'occasion d'un cours à deux voix avec Roger Nathan. Il enseigne notamment la macroéconomie. Il donne notamment le cours fondamental sur la politique économique de la France au niveau du second cycle (master). 
Très attaché à l'institution, il est président de l'Association des anciens élèves, qu'il représente au sein du conseil d'administration de la Fondation nationale des sciences politiques. En janvier 1975, il supervise une enquête à grande échelle sur le profil sociologique et les parcours de carrière des étudiants de Sciences Po.

### Principaux mandats
- novembre 1944 : directeur du cabinet de René Pleven au ministère des Finances
- 1947 et 1951 : directeur de cabinet de René Mayer
- 1948-1953 : directeur général adjoint des Impôts
- 1953-1955 : secrétaire général du comité interministériel pour les questions de coopération économique européenne (SGCI)
- 1955 : directeur financier de la Haute Autorité de la CECA à Luxembourg
- décembre 1958-1960 : délégué général du gouvernement en Algérie
- 1961-1969 : délégué général au district de la région de Paris
- 1966-1969 : préfet et vice-président de la direction à l'Aménagement du territoire
- 1969-1979 : président d'Électricité de France
- 1979-1984 : président de l'établissement public du parc de la Villette

### Distinction
- Grand-croix de la Légion d'honneur
- Commandeur de l'ordre de l'Économie nationale (1954)[20]

## Hommages
Un bâtiment du parc de la Villette et une place, à Paris, portent son nom, ainsi que la nouvelle gare routière de Saint-Quentin-en-Yvelines, ville nouvelle qui rend ainsi hommage à un de ses créateurs.
Son nom a également été donné au musée de la cathédrale d'Évry (Essonne) et à une allée de la forêt de Fontainebleau (il s'est opposé à un tracé de l'autoroute A6 qui aurait détruit des parcelles de ce secteur forestier).